# Friedrich Wilhelm Foerster
Friedrich Wilhelm Foerster (1869 – 1966) è stato un pedagogista e filosofo tedesco.

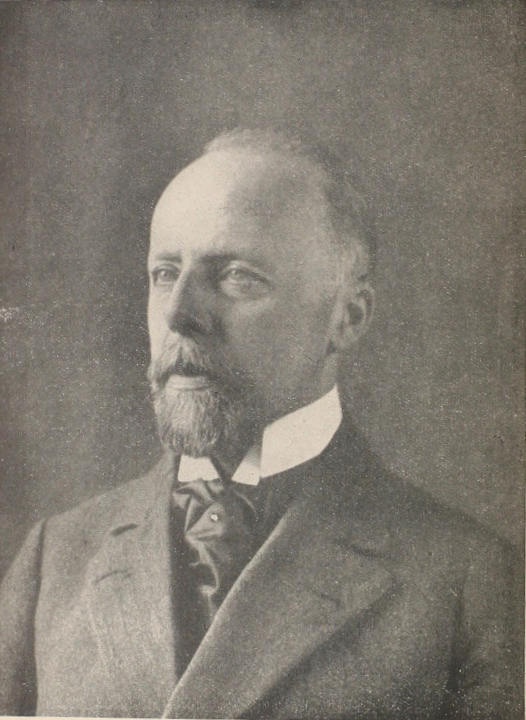
Foto di Foerster da una pubblicazione del 1922.

Fu un pacifista e si oppose pubblicamente al nazismo. Con i suoi lavori si è occupato principalmente dello sviluppo dell'etica attraverso l'educazione, la sessuologia, la politica e il diritto internazionale

## Biografia

### Primi anni
Foerster era uno dei figli dell'astronomo tedesco Wilhelm Julius Foerster, direttore dell'Osservatorio di Berlino e professore all'Università cittadina. Due dei suoi fratelli minori divennero noti in altri settori: Karl come giardiniere paesaggista e orticoltore, mentre Ernst come costruttore navale e direttore della divisione navale della Hamburg-America-Line.

### Formazione

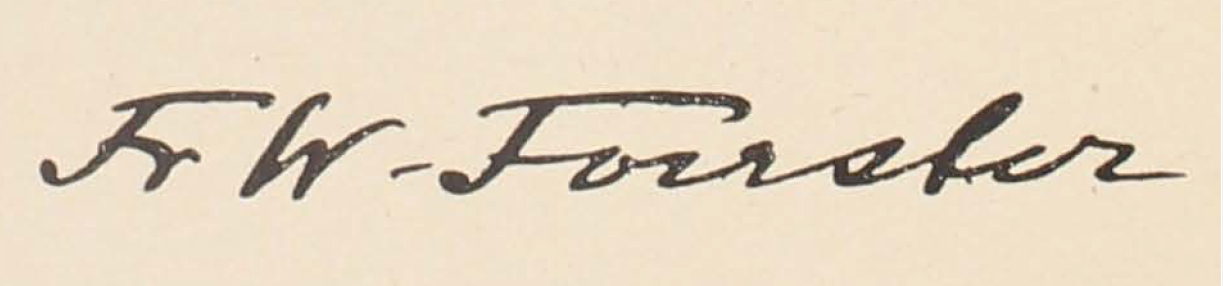
Firma di Foerster da una pubblicazione del 1922.

Friedrich Wilhelm Foerster studiò filosofia, economia, etica e sociologia a Friburgo e a Berlino. Nel 1893 completò la sua tesi di dottorato dal titolo Der Entwicklungsgang der Kantischen Ethik bis zur Kritik der reinen Vernunft (Lo sviluppo dall'etica kantiana alla critica della ragione pura). Dal 1898 fino al 1912 tenne conferenze all'Università di Zurigo e in altre istituzioni svizzere, successivamente insegnò all'Università di Vienna e, dal 1914, all'Università di Monaco.

### Opposizione al nazismo
Nell'era della prima guerra mondiale Foerster fu fortemente contrario alla politica estera tedesca, criticò in particolare gli atteggiamenti militaristici dell'élite dominante in Germania. Questi punti di vista lo rendevano un'eccezione alle tendenze nazionaliste prevalenti nell'impero tedesco e, a causa di questo e dei suoi punti di vista etici, veniva regolarmente attaccato dai circoli nazionalisti.
La sua critica all'eredità politica di Otto von Bismarck durante la guerra causò un grande scandalo alla sua università che portò alla sua sospensione dall'incarico per due semestri. Durante questo periodo fece ritorno in Svizzera dove concentrò i suoi sforzi sulla questione di quanto la Germania fosse responsabile per lo scoppio della prima guerra mondiale.
Tornato dalla Svizzera nel 1917, rimase convinto che la responsabilità della guerra mondiale dipendessero dall'élite dominante in Germania e in particolare dai capi dell'esercito. Tali sue opinioni lo resero altamente impopolare verso i gruppi conservatori della società tedesca e venne visto come un nemico dal movimento nazionalsocialista appena nato.
Nel 1920 pubblicò il libro Mein Kampf gegen das militaristische und nationalistische Deutschland (La mia lotta contro la Germania militarista e nazionalista) che gli causò numerose minacce di morte da esponenti dei radicali di destra. Dopo che Matthias Erzberger e, in seguito, Walther Rathenau furono assassinati, Foerster si dimise dalla sua posizione di insegnante e fuggì in Svizzera, per poi stabilirsi in Francia nel 1926. Pur lontano dalla Germania, Foerster continuò a mettere in guardia i suoi connazionali contro il crescente nazionalismo tedesco e l'ascesa del nazionalsocialismo. I nazisti lo indicarono come un grande nemico intellettuale e, dopo che ebbero preso il potere nel 1933, bruciarono pubblicamente le sue opere nei roghi rituali che si tennero in tutta la Germania.

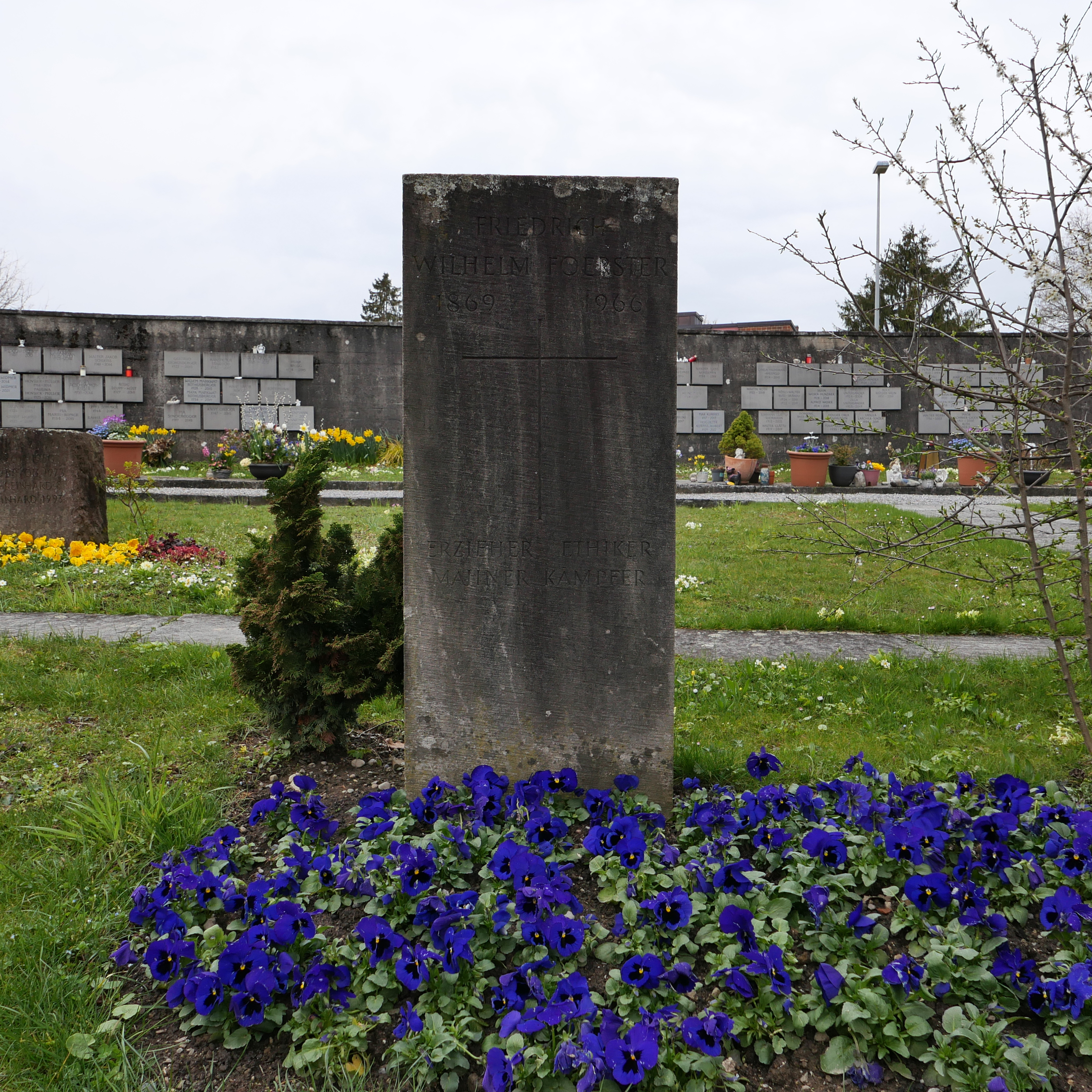
La tomba di Foerster al cimitero di Kilchberg. La lapide reca l'iscrizione "Erzieher Ethiker Mahner Kämpfer" ("educatore etico ammonitore combattente")

In Francia fu apprezzato e ricevette la cittadinanza francese. Tuttavia, dopo l'occupazione da parte della Wehrmacht, avvenuta nel 1940, Foerster fu immediatamente ricercato dalla Gestapo. Scappato in Svizzera, le autorità elvetiche gli negarono l'asilo, dubitando anche della legittimità della sua cittadinanza francese e considerandolo quindi un cittadino tedesco. Riuscì comunque a fuggire in Portogallo e poi negli Stati Uniti.

### Dopo la guerra
Poco dopo la fine della seconda guerra mondiale, Foerster scrisse un articolo sulla Neue Zürcher Zeitung in cui metteva in guardia contro una "prussianizzazione" del mondo intero se i tedeschi non fossero arrivati a "riconoscere la loro orribile colpevolezza" per i crimini commessi durante l'era nazista e a fare ammenda contribuendo alla ricostruzione dei "nobili valori dell'umanità". Le sue memorie comparvero nel 1953 con il titolo di Erlebte Weltgeschichte, 1869-1953.
Visse fino al 1963 a New York, prima di tornare in Svizzera per trascorrere gli ultimi anni della sua vita a Kilchberg, vicino a Zurigo.